# Cavitatie

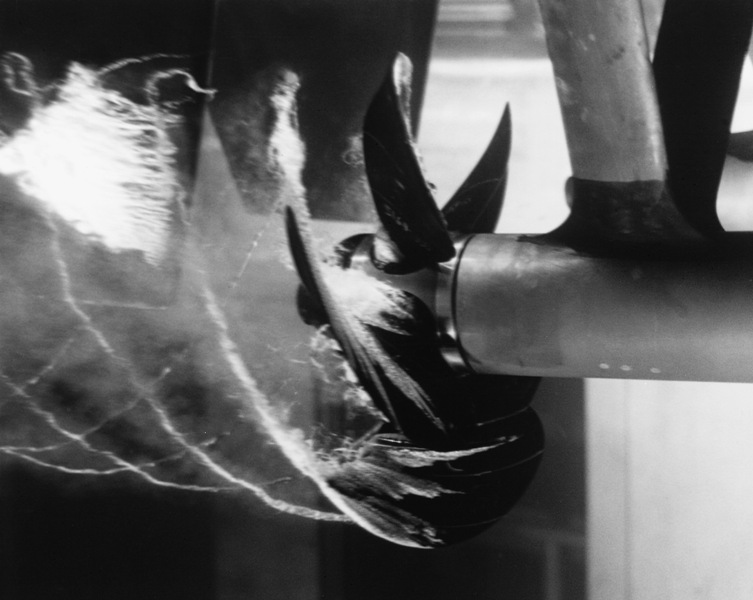
Verstelbare schroef waarbij verschillende soorten cavitatie zijn waar te nemen, waarbij de tipwervelcavitatie het duidelijkst is.

Cavitatie is het verschijnsel dat in een turbulent bewegende vloeistof de plaatselijke druk lager wordt dan de dampdruk van de vloeistof. Waar water bij atmosferische druk pas bij 100°C gasvormig wordt, treedt dit bij lagere druk bij een lagere temperatuur op.

## Scheepsschroeven
Bij scheepsschroeven kunnen hoge snelheden optreden. Volgens de Wet van Bernoulli treedt hier een drukverlaging op. Hierdoor zullen dampbellen ontstaan die met kracht kunnen imploderen als ze in een gebied komen waar de druk weer hoger is. Door de implosie wordt een schokgolf opgewekt die te horen is als geluid, maar ook schade kan toebrengen aan schroefbladen. Als cavitatie optreedt, zal dit een kenmerkend geluid veroorzaken. Het geluid van caviterende scheepsschroeven is afhankelijk van het type schip en kan worden gebruikt door onderzeebootbemanningen om het type schip mee te identificeren.
Er zijn verschillende soorten cavitatie:
- Wolkencavitatie
- Vliescavitatie
- Streak cavitatie
- Bellencavitatie
  - Groot
  - Klein
- Wortelcavitatie
- Wervelcavitatie
  - Aangehecht
  - Uittredend onthecht
  - Intredende kant
  - Schroef-romp
  - Naaf

Aan de zuigzijde van het schroefblad kan de druk dalen tot beneden de dampspanning, waarna cavitatie optreedt.
Om cavitatie tegen te gaan, kan men meerdere maatregelen nemen:
1. Het dieper plaatsen van de schroef, waardoor de hydrostatische druk stijgt,
2. Door het bladoppervlak te vergroten, wordt de te leveren stuwkracht per oppervlak kleiner,
3. De profielvorm aanpassen, waarbij vooral aan de in- en uittredende kanten aandacht moet worden besteed,
4. Aanpassen van de spoed.
5. Een schroef met een grotere diameter nemen.
6. Voor een meer uniforme aanzuiging in het achterschip zorgen. Dit kan door het lijnenplan aan te passen of door hulpstukken voor de schroef te plaatsen (vinnen e.d.).

## Andere omstandigheden
In leidingsystemen kan ook bij hogere druk dan in de hiervoor genoemde open systemen cavitatie ontstaan, bijvoorbeeld in pompen, kleppen en achter obstakels, bramen, etcetera. Hierbij speelt de lokale vloeistofsnelheid en de vorm van het obstakel een rol. Bij hogere temperatuur neemt de kans op cavitatie toe, bij hogere druk neemt die kans af omdat dampbellen dan worden dichtgedrukt.
Het is ook bekend dat cavitatie een rol speelt bij slijtage van dieselmotoren. Door de hoge drukpulsen kan er in de olie- en waterkanalen van het blok cavitatie ontstaan. Hierdoor kunnen zich kleine scheurtjes in het blok vormen. Er is niet veel over bekend omdat het een complex en moeilijk te traceren issue is.
Witte rook uit het kleppendeksel kan duiden op koelwatermigratie naar het oliesysteem als gevolg van de cavitatie. Dit kan overigens ook andere oorzaken hebben.

## Hoe cavitatie te voorkomen

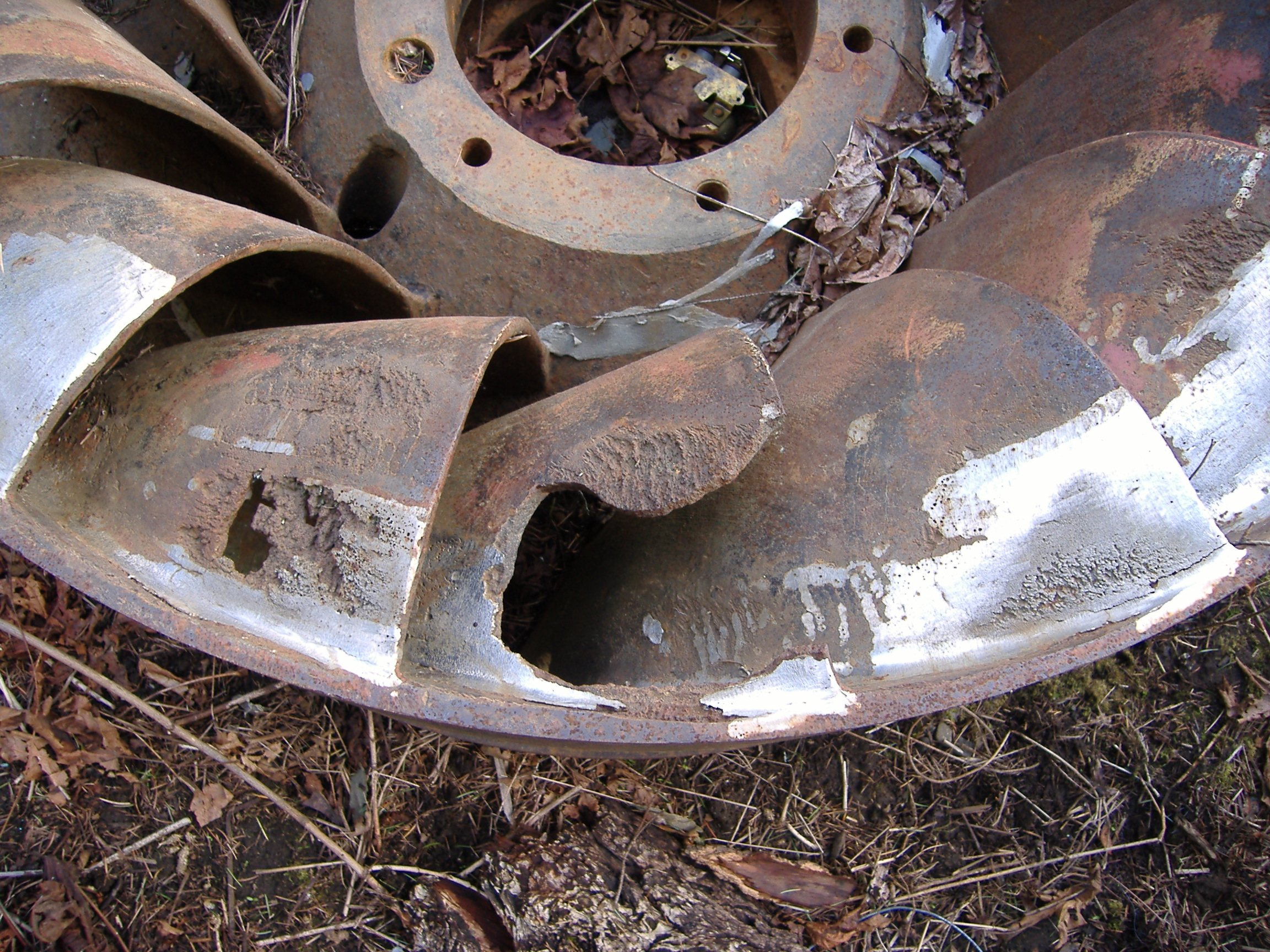
Schade aan de waaier van een turbine door cavitatie.

Door een zo goed mogelijk hydrodynamisch ontwerp wordt ernaar gestreefd de cavitatie en de hierdoor veroorzaakte schade zo veel mogelijk te beperken. Het beste is natuurlijk om cavitatie geheel te voorkomen door een optimale vorm en afstemming van alle betrokken componenten en de te verwachten werkomstandigheden. Door bijvoorbeeld verplaatsing van een klep naar een deel van de leiding waar de druk hoger is. Of door de drukval per klep te reduceren door meerdere kleppen in serie te plaatsen. Of door de druk in het betreffende deel van het systeem te verhogen (bijvoorbeeld bij pompen). Indien cavitatie niet voorkomen kan worden, wordt geprobeerd deze zo ver mogelijk uit de buurt van kwetsbare plekken te laten plaatsvinden, zodat de schade beperkt blijft. Ook kan gezocht worden naar materiaal dat het geweld van imploderende gasbellen kan weerstaan. Soms worden daarvoor kleppen met keramische delen toegepast.

## Stroomribbels
Cavitatie verwijst ook naar de kleine stroomribbels (microreliëf) die in karstgebieden kunnen voorkomen wanneer water onder hoge druk in het gesteente loopt.